# Dar życia
Dar życia (wł. Il dono di Nicholas) – amerykańsko-włoski dramat filmowy z 1998 roku.

## Główne role
- Jamie Lee Curtis - Maggie Green
- Alan Bates - Reg Green
- Hallie Kate Eisenberg - Eleanor
- Gene Wexler - Nicholas Green
- Isabella Ferrari - Alessandra
- Anita Zagaria - Anna
- Roberto Bisacco - Dr Cipriano
- Ennio Coltorti - Dr Santucci
- Jeremy Zimmerman - Richard Brown
- Giorgio Biavati - Salustro
- Nazzareno Costantini - Angelo
- Daniele Pio - Stefano
- Manrico Gammarota - Paolo
- Carlo Cartier - Tramontana

## Fabuła
Małżeństwo z Ameryki, Maggie i Reg Green wraz z dziećmi, Nicholasem i Eleanor podróżują po Włoszech. Zwiedzają ruiny starożytnego Rzymu i odpoczywają na wybrzeżu Morza Śródziemnego. Kiedy ruszają na południe, nocą na autostradzie zostają zaatakowani przez mężczyzn, którzy jadą z przeciwnej strony. Nicholas zostaje trafiony w głowę.

## Nagrody i nominacje
Nagrody Emmy 1998
- Najlepsza aktorka w miniserialu lub filmie tv - Jamie Lee Curtis (nominacja)